# Ducati Monster 1100
Ducati Monster 1100 – włoski motocykl typu naked bike produkowany przez Ducati od 2009 roku. Jest topowym modelem z rodziny Monster drugiej generacji.

## Dane techniczne/Osiągi
Silnik: V2
Pojemność silnika: 1078 cm³
Moc maksymalna: 95 KM/7500 obr./min
Maksymalny moment obrotowy: 103 Nm/6000 obr./min
Prędkość maksymalna: brak danych
Przyspieszenie 0–100 km/h: 3,5 s